# Megaselia conformipar
Megaselia conformipar är en tvåvingeart som beskrevs av Schmitz 1958. Megaselia conformipar ingår i släktet Megaselia och familjen puckelflugor. Arten är reproducerande i Sverige. Inga underarter finns listade i Catalogue of Life.